# 1131

## أحداث
- فولك دي أنجو وميليسندا يصبحان ملك وملكة بيت المقدس

## مواليد
- إبراهيم بن تاشفين

## وفيات
- بلدوين الثاني
- سنائي
- عمر الخيام الشاعر الفارسي المسلم. (ولد 1040 م)